# Filo (miesięcznik)
Filo – polski miesięcznik o profilu informacyjno-publicystycznym i społeczno-kulturalnym, przeznaczony dla środowiska LGBT, ukazujący się od 1986 do 2001 r., redagowany w Gdańsku. Zawierał też materiały z gatunku miękkiej erotyki, ogłoszenia towarzyskie oraz kalendarz różnych imprez. Ojcem pomysłu był znany działacz gejowski z Wybrzeża - Ryszard Kisiel.
W latach dziewięćdziesiątych pismo przejął Piotr Płatkiewicz vel Artur Jeffmański vel Piotr Pelach.
Pierwotny tytuł pisma brzmiał: „Filo”. Od stycznia 1998 (nr 1(92)) pismo ukazywało się pod tytułem „Facet”. Zawierało następujące rubryki: informacje, aktualności, reportaże, proza, wywiady, czytelnicy piszą, krzyżówka, ogłoszenia towarzyskie, porady, notowania muzyczne, horoskop. Na początku wydawano pismo na powielaczu, w bardzo ograniczonym nakładzie, dystrybuowane wśród znajomych i pocztą. Po upadku komunizmu trafiło do oficjalnej sieci dystrybucji. Od połowy lat 90. ukazywało się w kolorze i w formacie powiększonym do A4.